# Catocala paki
Catocala paki är en fjärilsart som beskrevs av Kishida 1981. Catocala paki ingår i släktet Catocala och familjen nattflyn. Inga underarter finns listade i Catalogue of Life.